# Pseudococcus similans
Pseudococcus similans är en insektsart som först beskrevs av Lidgett 1898.  Pseudococcus similans ingår i släktet Pseudococcus och familjen ullsköldlöss. Inga underarter finns listade i Catalogue of Life.